# Функциональная нейровизуализация
Функциональная нейровизуализация — это использование технологии нейровизуализации для измерения какого-либо аспекта функции мозга, часто с целью понимания взаимосвязи между активностью в определённых областях мозга и конкретными психическими функциями. В основном, используется в качестве исследовательского инструмента в когнитивной нейробиологии, когнитивной психологии, нейропсихологии и социальной нейронауке.

## Обзор
Распространённые методы функциональной нейровизуализации включают:
- Позитронно-эмиссионная томография (ПЭТ)
- Функциональная магнитно-резонансная томография (фМРТ)
- Электроэнцефалография (ЭЭГ)
- Магнитоэнцефалография (МЭГ)
- Функциональная спектроскопия ближнего инфракрасного диапазона (fNIRS)
- Однофотонная эмиссионная компьютерная томография (ОФЭКТ)
- Функциональная ультразвуковая визуализация (FUS)

ПЭТ, фМРТ, fNIRS и fUS могут измерять локализованные изменения мозгового кровотока, связанные с нервной активностью. Эти изменения называются активациями. Области мозга, которые активируются, когда субъект выполняет определённую задачу, могут играть определённую роль в вычислительной нейробиологии, которая влияет на поведение. Например, широко распространённая активация затылочной доли обычно наблюдается в задачах, которые включают в себя зрительную систему (по сравнению с задачами, которые этого не делают). Эта часть мозга получает сигналы от сетчатки и играет определённую роль в зрении человека.
Другие методы нейровизуализации включают запись электрических токов или магнитных полей, например, ЭЭГ и МЭГ. Разные методы имеют различные преимущества для исследований; например, МЭГ измеряет активность мозга с высоким временным разрешением (вплоть до миллисекундного уровня), но является ограниченной в своей способности локализовать эту активность. фМРТ намного лучше локализует активность мозга для пространственного разрешения, но с гораздо меньшим временным разрешением, в то время как функциональный ультразвук (FUS) может достигать удивительного пространственно-временного разрешения (до 100 микрометров, 100 миллисекунд, на частоте 15 МГц в доклинических моделях), но также ограничен нейроваскулярной связью.
Недавно магнитно-частичная визуализация была предложена в качестве нового чувствительного метода визуализации, обладающего достаточным временным разрешением для функциональной нейровизуализации, основанной на увеличении объёма мозговой крови. Первые доклинические испытания успешно продемонстрировали функциональную визуализацию у грызунов.
Также функциональная нейровизуалиция может выступать успешным способом изучения интроверсии и экстраверсии у людей. Более того, методы нейровизуализации применяются при изучения постравматических расстройств, тревожных расстройств и других ментальных заболеваний.

## Темы функциональной нейровизуализации
Мера, используемая в конкретном исследовании, как правило, связана с конкретным рассматриваемым вопросом. Ограничения на измерения варьируются в зависимости от методов. Например, МЭГ и ЭЭГ регистрируют магнитные или электрические колебания, которые возникают, когда популяция нейронов активна. Эти методы отлично подходят для измерения временного хода нейронных событий (которые длятся порядка миллисекунд), но, как правило, плохо подходят для измерения того, где именно происходят эти события. ПЭТ и ФМРТ измеряют изменения в составе крови вблизи нервного события. Поскольку измеряемые изменения в крови происходят медленно (продолжительность равна нескольким секундам), эти методы намного хуже измеряют временной ход нейронных событий, но, как правило, лучше измеряют местоположение.
Традиционные «исследования активации» сосредоточены на определении распределённых паттернов мозговой активности, связанных с конкретными задачами. Однако учёные могут более глубоко понять функции мозга, изучая взаимодействие различных областей мозга, поскольку большая часть нейронной обработки выполняется интегрированной сетью из нескольких областей мозга. Активная область исследований в области нейровизуализации включает изучение функциональной связи пространственно удалённых областей мозга. Анализ функциональных связей позволяет охарактеризовать межрегиональные нейронные взаимодействия во время выполнения конкретных когнитивных или двигательных задач или просто в результате спонтанной активности во время отдыха. ФМРТ и ПЭТ позволяют создавать карты функциональной связанности различных пространственных распределений временно коррелированных областей мозга, называемых функциональными сетями. Несколько исследований с использованием методов нейровизуализации также установили, что задние зрительные области у слепых людей могут быть активны во время выполнения невизуальных задач, таких как чтение по Брайлю, восстановление памяти и слуховая локализация, а также другие слуховые функции.
Прямой метод измерения функциональной связности заключается в наблюдении за тем, как стимуляция одной части мозга влияет на другие области. Это можно сделать неинвазивно, комбинируя транскраниальную магнитную стимуляцию с одним из инструментов нейровизуализации, таких как ПЭТ, ФМРТ или ЭЭГ. Массимини и коллеги (Наука, 30 сентября 2005 г.) использовали ЭЭГ для записи того, чтобы понаблюдать, как активность распространяется от стимулируемого участка. Они сообщили, что во время медленного сна, хотя мозг энергично реагирует на стимуляцию, функциональная связь значительно ослаблена по сравнению с её уровнем во время бодрствования. Таким образом, во время глубокого сна «области мозга не разговаривают друг с другом».
Помимо когнитивной нейронауки и социальной нейронауки, функциональная нейровизуализация использует данные из многих областей, включая другие биологические науки (такие как нейроанатомия и нейрофизиология), физику и математику, для дальнейшего развития и совершенствования технологии.

## Критика и подробная интерпретация
Исследования функциональной нейровизуализации должны быть тщательно разработаны и тщательно интерпретированы. Статистический анализ (часто с использованием метода, называемого статистическим параметрическим отображением) нередко необходим для того, чтобы различные источники активации в мозге можно было отличить друг от друга. Это может быть особенно сложно при рассмотрении процессов, которые трудно концептуализировать или с которыми не связана легко определяемая задача (например, вера и сознание).
Функциональная нейровизуализация интересных явлений часто цитируется в прессе. В одном случае группа исследователей функциональной нейровизуализации почувствовала нужду написать письмо в The New York Times в ответ на обзорную статью об исследовании так называемой нейрополитики. Они утверждали, что некоторые интерпретации исследования были «научно необоснованными».
В марте 2014 года Центр Гастингса опубликовал доклад под названием «Интерпретация нейровизуалов: введение в технологию и её пределы» со статьями ведущих нейробиологов и биоэтиков. Этот доклад описывает и в основном критикует технологии нейровизуализации, а также упоминает возможные перспективы развития.